# Isabelle Adriani
Pour les articles homonymes, voir Adriani.
Isabelle Adriani, nom de naissance Federica Federici, née à Umbertide le 22 juin 1972 est une actrice, écrivaine et journaliste italienne.

## Filmographie partielle
Cinéma
- 1998 : Padrona del suo destino, de Marshall Herskovitz
- 2009 : 
  - Un'estate ai Caraibi, de Carlo Vanzina
  - Amore 14, de Federico Moccia
- 2010 : 
  - Immaturi, de Paolo Genovese
  - Garçons contre filles   (Maschi contro femmine), de Fausto Brizzi
  - C'è chi dice no, de Giambattista Avellino
  - Tutto l'amore del mondo, de Riccardo Grandi
  - Una sconfinata giovinezza, de Pupi Avati
  - The American, d'Anton Corbijn
  - La prima cosa bella, de Paolo Virzì
- 2011 :  
  - Baciato dalla fortuna, de Paolo Costella
  - Le Grand Cœur des femmes   (Il cuore grande delle ragazze), de Pupi Avati
  - Lezioni di cioccolato 2, d'Alessio Maria Federici
  - Matrimonio a Parigi, de Claudio Risi
  - Faccio un salto all'Avana, de Dario Baldi
  - Che bella giornata, de Gennaro Nunziante
- 2012 :  
  - Viva l'Italia, de Massimiliano Bruno
  - Ci vediamo a casa, de Maurizio Ponzi
  - Il tempo delle mimose, de Marco Bracco
  - Venir au monde ( Venuto al mondo), de Sergio Castellitto
- 2014 :  Traffics, d'Alan White
- 2016 :  The Young Messiah, de Cyrus Nowrasteh
- 2020 : Infidel de Cyrus Nowrasteh

Télévision
- 2009 :
  -  Giovanna, commissaire 9, d'Alberto Ferrari
  - Ho sposato uno sbirro 2, de Giorgio Capitani (2009)
- 2010 : Capri 3, de Francesca Marra et Dario Acocella
- 2011 : 
  - Tiberio Mitri - Il campione e la miss, d'Angelo Longoni
  - Il commissario Manara 2, de Luca Ribuoli
  - Il commissario Zagaria, d'Antonello Grimaldi
  - Dove la trovi un'altra come me, de Giorgio Capitani
  - Un sacré détective 9, de S. Basile
- 2012 : 
  - L'isola, d'Alberto Negrin
  - Virus, de Monica Gambino

## Publications
Sous le nom de Federica Federici
- (it) Castaways in time, 2016 (ISBN 978-88-926-0809-2 et 88-926-0809-6)
- (it) I naufraghi del tempo, 2016, 112 p. (ISBN 978-88-926-0660-9 et 88-926-0660-3, lire en ligne)
- (it) La vera storia di Cenerentola, 2012, 144 p. (ISBN 978-88-500-0530-7 et 88-500-0530-X)
- La Farfalla Blu,
- Favole Vere,
- Le Principesse di carta,
- La Leggenda,
- La magia dell'Handicap, (2002)
- L'Isola del Sole
- Volto di Rosa (2009)
- Il Giardino del Potere (2008)